# Козловский, Виталий Владимирович
Виталий Владимирович Козловский (бел. Віталь Уладзіміравіч Казлоўскі, род. 28 ноября 1955, Минск) — белорусский ученый-экономист, педагог, доктор экономических наук, профессор.

## Биография
Родился 28 ноября 1955 года в Минске. Окончил Белорусский государственный экономический университет в 1980 г., затем — аспирантуру Института экономики Национальной академии наук Беларуси и докторантуру Санкт-Петербургского государственного экономического университета. В 1999 г. защитил диссертацию на соискание ученой степени доктора экономических наук на тему «Интеграция стран Центральной и Восточной Европы в Европейское экономическое пространство».
Занимал должности помощника президента Национальной академии наук Беларуси (с 1987 г.), ответственного секретаря Комитета по государственным премиям в области науки и техники при Совете министров Республики Беларусь. С 1978 г. работал научным сотрудником в Институте экономики Национальной академии наук Беларуси. В 1994—1996 гг. работал в банковской системе Республики Беларусь: директором филиала № 25 АСБ «Беларусбанк», в 1996 г. занимал должность Председателя правления АО «Белинвестбанк».
В 2014—2016 годах — профессор кафедр экономики, управления и экономической теории Полоцкого государственного университета. С 2016 года — профессор кафедры финансов и бухгалтерского учёта Гродненского государственного университета имени Я. Купалы. С 2021 года занимает должность главного научного сотрудника отдела взаимоотношений со странами ЕС и Юго-Восточной Азии Научно-исследовательского экономического института Министерства экономики Республики Беларусь.
В 2004—2006 гг. являлся Главным советником Премьер-министра Республики Беларусь.

## Научные интересы
Основные научные исследования посвящены проблемам макроэкономики, международных экономических и валютно-финансовых отношений. Занимался изучением проблемы установления связи заработной платы с итоговыми результатами производства в условиях плановой экономики, интеграционных процессов и направлений развития стран Центральной и Восточной Европы. Разработал теорию и социально-экономическое содержание процесса выравнивания экономического и культурного уровня стран Центральной и Восточной Европы в условиях глобализации.